# Dünne
Dünne ist ein Stadtteil im Norden der ostwestfälischen Stadt Bünde. Begrenzt wird es durch die anderen Stadtteile Muckum im Westen, Ennigloh im Süden und Spradow im Osten. Im Norden grenzt Dünne an das Wiehengebirge und damit an die Gemeinde Hüllhorst (Kreis Minden-Lübbecke). Dort befindet sich mit mehr als 170 m ü. NHN der höchste Punkt der Stadt Bünde.

## Geschichte
Dünne wurde als „Dunnethe“ erstmals 1151 erwähnt. Der Name leitet sich von den beiden Wortbestandteilen „Dun“ für Hügel und „(h)ithi“ für Heide ab. Bis zur Franzosenzeit gehörte Dünne zur Vogtei Quernheim im Amt Reineberg des Fürstentums Minden. Von 1807 bis 1813 gehörte der Ort zum Kanton Bünde, der von 1807 bis 1810 zum Königreich Westphalen und von 1811 bis 1813 zum Kaiserreich Frankreich gehörte. 1815 kam Dünne zur preußischen Provinz Westfalen und darin 1816 zum Kreis Bünde, der 1832 im Kreis Herford aufging. Im Kreis Herford gehörte die Gemeinde Dünne zunächst zum Amt Bünde und seit 1902 zum Amt Ennigloh.
Dünne wurde am 1. Juli 1969 durch das Gesetz zur Neugliederung des Landkreises Herford und der kreisfreien Stadt Herford in die Stadt Bünde eingegliedert. Heute hat Dünne 4021 Einwohner (Stand: 30. September 2009) und ist damit der fünftgrößte Stadtteil Bündes.

## Geographie
Kennzeichnend für das Gebiet ist die ländlich-dörfliche Prägung. In einer leicht hügeligen Landschaft sind die wenigen Ansiedlungen umgeben von weiten landwirtschaftlich genutzten Flächen und vielen kleinen Wäldern. Im Westen durchfließt der Gewinghauser Bach das Dünner Land. Südlich des Hauptortes Dünne befindet sich der Ort Gewinghausen mit einem größeren Waldgebiet. Im Norden liegt Dünnerholz am Fuße des Wiehengebirges. Hier liegt auch im Wiehengebirge mit 185 m ü. NNder höchste Punkt Bündes. Im Osten schließlich findet man das ehemals als Kurort regional bekannte Randringhausen.

## Wirtschaft und Infrastruktur

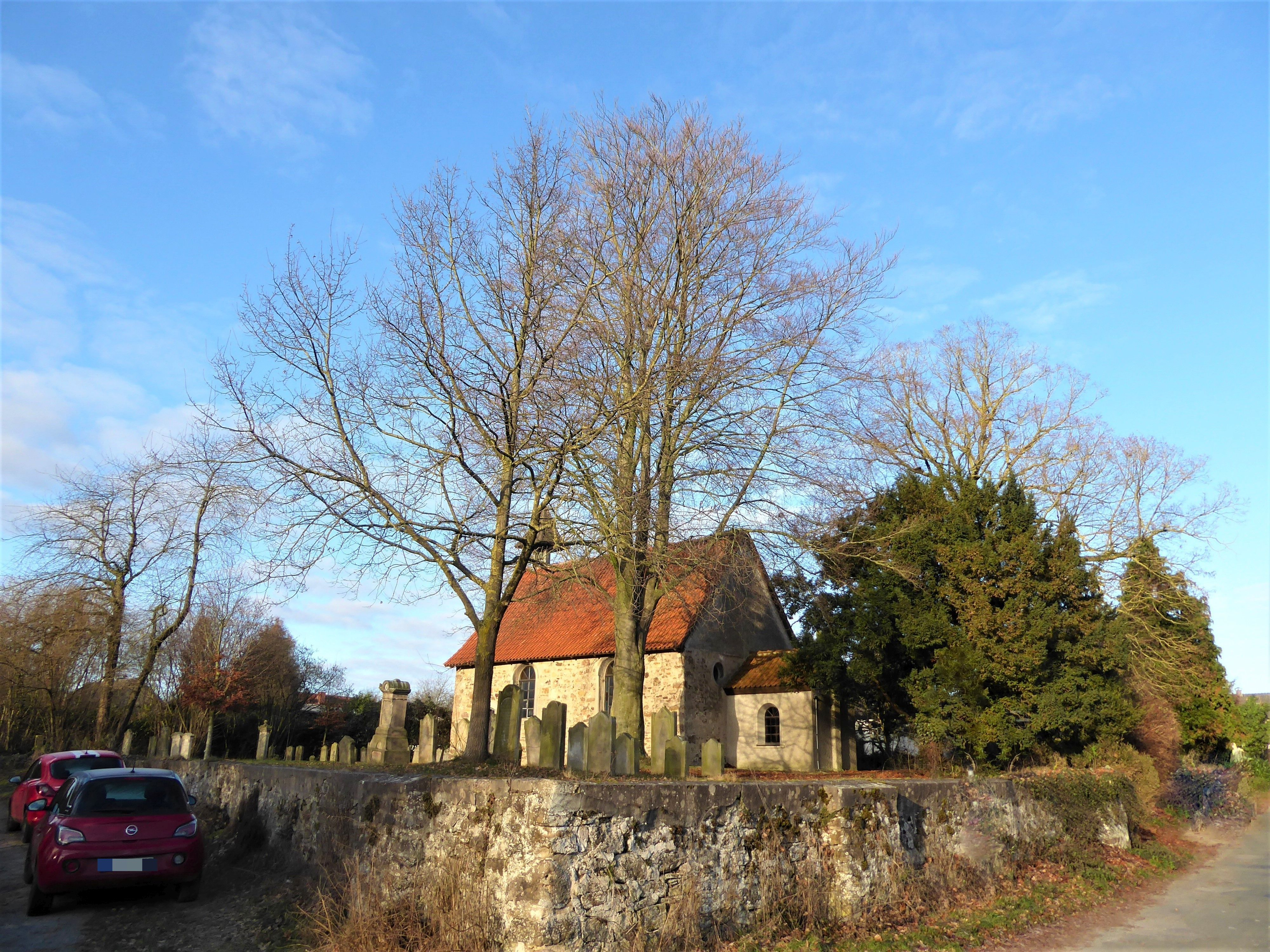
Die St.-Jürgen-Klus innerhalb des historischen Kirchhofs von Dünne

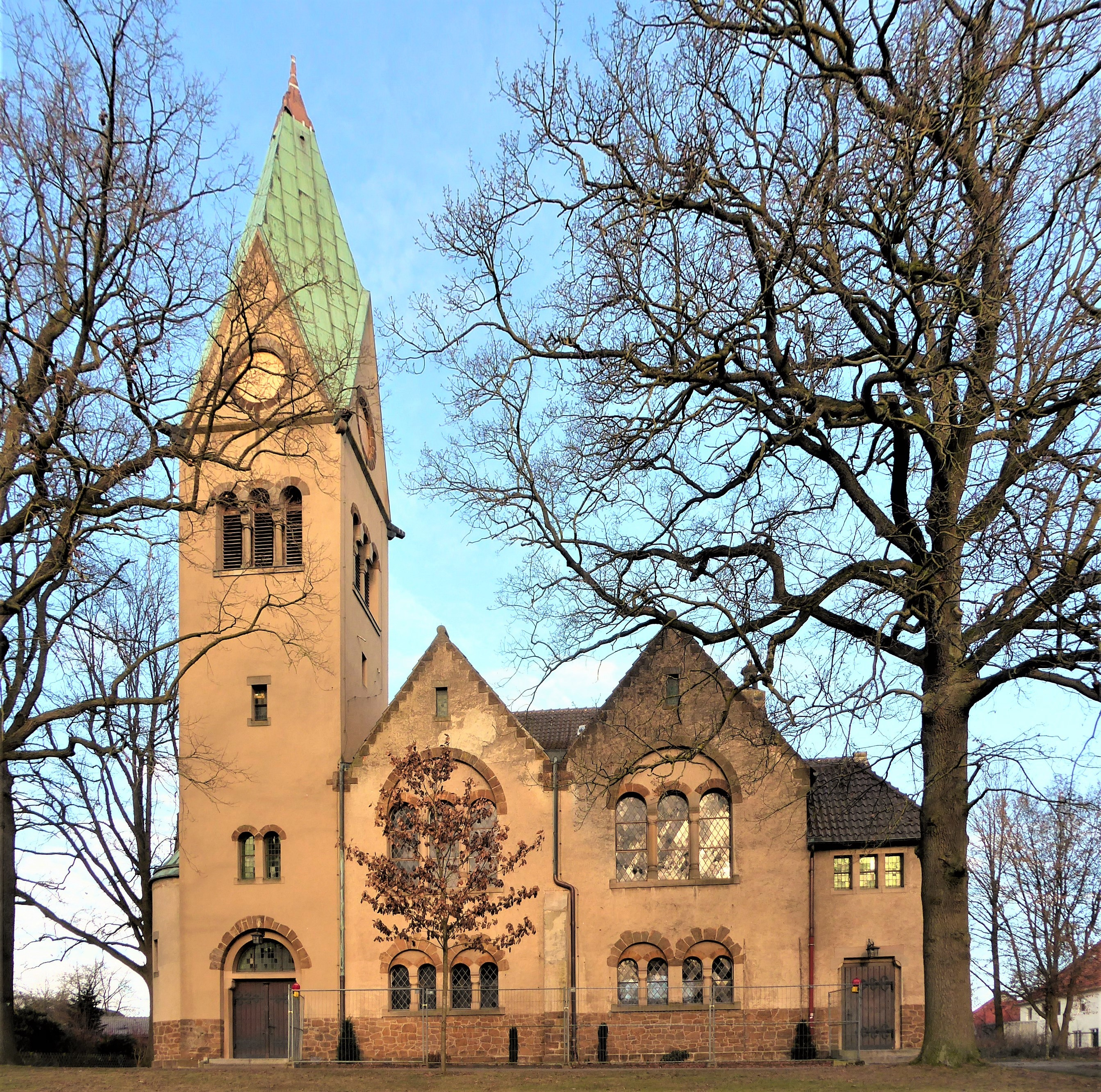
Evangelisch-lutherische Kirche

Dünne hat einen eigenen evangelischen Gemeindebezirk und zwei Kirchengebäude: die 1904 erbaute Evangelische Kirche Dünne und die bereits um 1400 erbaute St.-Jürgen-Klus. Im Bereich des Ortskerns, rund um die ev. Kirche, befinden sich verschiedene Geschäfte, Arztpraxen sowie kleinere Handwerksbetriebe, außerdem hat Dünne zwei Kindergärten (Evangelischer Kindergarten und Waldkindergarten) und eine eigene Grundschule. Größter Sportverein ist der Handballverein SG Bünde-Dünne.
Dünne ist durch die Stadtbuslinie 4 an die Innenstadt von Bünde angebunden.

## Persönlichkeiten

### Söhne und Töchter der Gemeinde
- Heinrich Kemner (1903–1993), lutherischer Erweckungstheologe und Prediger